# George Sudarshan
Ennackal Chandy George Sudarshan (také známý jako E. C. G. Sudarshan (16. září 1931 Pallom, Indie – 14. května 2018 Texas) byl indický teoretický fyzik a profesor na Texaské univerzitě v Austinu. Sudarshan je znám díky svým příspěvkům k mnoha částem teoretické fyziky včetně optické koherence, Sudarshanova-Glauberova zastoupení, teorii slabé interakce, tachyonům, kvantového Zenonova jevu, otevřených kvantových systémů, spinově-statistického teorému, neinvariančním grupám, pozitivním mapám maticové hustoty, kvantovým výpočtům a dalším. Jeho příspěvky zahrnují také vztahy mezi východem a západem, filozofií a náboženstvím.

## Mládí
George Sudarshan se narodil do syrské křesťanské rodiny v Pallamu v Indii. Ačkoli vyrůstal v křesťanské rodině, později se s církví rozešel, hlavně v důsledku sňatku a pod vlivem spolužáků. Od roku 1954 do roku 1990 byl ženatý a s manželkou mají tři syny, Alexandra, Arvinda (zemřel) a Ashoka. Sám sebe považuje za "Vedantina", zmiňuje neshody s církevním pohledem na Boha a nedostatek duchovních zážitků jako důvody, proč odešel z církve.
Studoval na CMS College Kottayam a absolvoval s vyznamenáním na Madras Christian College v roce 1951. Magisterský titul získal na University of Madras v roce 1952. Poté přesídlil do Tata Institute of Fundamental Research (TIFR), kde pracoval s Homi Bhabhou. Následně přešel na Rochesterskou univerzitu v New Yorku, kde byl jako postgraduální student pod Robertem Marshakem. V roce 1958 získal doktorský titul a přešel na Harvardovu univerzitu, kde pracoval jako postdoktorand pod Julianem Schwingerem.

## Kariéra
Sudarshan učinil významné příspěvky v několika oblastech fyziky. Spolu s Robertem Marshakem je autorem V-A teorie slabé interakce (později rozšířené Richardem Feynmanem a Murray Gell-Mannem), která nakonec vydláždila cestu pro teorii elektroslabých interakcí. Feynman uznal Sudarshanův příspěvek z roku 1963 a uvedl, že V-A teorie byla objevena Sudarshanem a Marshakem a publicitu získala díky Gell-Mannovi a jeho osobě. Vyvinul také kvantovou reprezentaci koherentního světla, později známou jako Sudarshanova-Glauberova reprezentace (za kterou kontroverzně Glauber získal v roce 2005 Nobelovu cenu za fyziku, kdežto Sudarshan byl opomenut).
Sudarshanova nejvýznamnější práce se ale týká zřejmě kvantové optiky. Jeho věta dokazuje rovnocennost klasické vlnové optiky a kvantové optiky. Věta využívá Sudarshanovo zastoupení, jež také předpovídá optické efekty, které jsou čistě kvantové a nelze je vysvětlit klasicky. Sudarshan byl také první, kdo navrhl existenci tachyonů, částic, které se pohybují rychleji než světlo. Vyvinul formalismus tzv. dynamické mapy, který je jedním z nejzákladnějších formalismů pro studium teorie otevřených kvantových systémů. Ve spolupráci s Baidyanathem Misrou také navrhl kvantový Zenonův jev.
Sudarshan a spolupracovníci iniciovali "Kvantovou optickou teorii nabitých částic" tím, že pracovali se zaměřením na působení magnetických kvadrupólů pomocí Diracovy rovnice.
Sudarshan vyučoval na Tata Institute of Fundamental Research (TIFR), Rochesterské univerzitě, Syracuse University a Harvardově univerzitě. Od roku 1969 byl profesorem fyziky na Texaské univerzitě v Austinu a profesorem na Indian Institute of Science. Působil jako ředitel Ústavu matematických věd v Čennaji v Indie, kde v osmdesátých letech po pět let dělíl svůj čas mezi Indii a USA. Během jeho služby se ústav stal centrem excelence. Setkal se také s filozofem Krišnamúrtim a vedl s ním řadu diskusí. Blahopřál mu k 80. narozeninám v Čennaji 16. září 2011. Mezi jeho oblasti zájmu patřila fyzika elementárních částic, kvantová optika, kvantová informace, kvantová teorie pole, kalibrační teorie, klasická mechanika a základy fyziky. Zajímal se také o Vedanty, o kterých často přednášel.

## Kontroverze kolem Nobelovy ceny
Sudarshan začal pracovat na kvantové optice na Rochesterské univerzitě v roce 1960. O dva roky později Glauber kritizoval použití klasické elektromagnetické teorie ve vysvětlování optického pole, což Sudarshana překvapilo, protože věřil, že teorie udává přesná vysvětlení. Sudarshan následně napsal práci v níž vyjádřit své myšlenky a poslal preprint Glauberovi. Glauber informoval Sudarshana o podobných výsledcích a žádal, aby byla uznána jeho práce, zatímco kritizoval Sudarshanovu práci. „Glauber kritizoval Sudarshanovu reprezentaci, ale sám nebyl schopen uvést nějaké typické kvantově optické jevy. Proto představuje to, co se nazývá P-reprezentací, která byla Sudarshanovou reprezentací jen pod jiným jménem,“ napsal fyzik. „Tato reprezentace, kterou Glauber nejprve opovrhoval, se později stala známou jako Glauberova-Sudarshanova reprezentace.“
Sudarshan byl opomenut při předávání Nobelovy ceny pro rok 2005. Několik fyziků napsalo Švédské akademii věd protest, že Sudarshan měl také získat cenu za Sudarshanovu diagonální reprezentaci (také známá jako Sudarshanova-Glauberova reprezentace) v kvantové optice, za kterou Roy J. Glauber získal svůj podíl z ceny. Sudarshan a další fyzikové napsali Nobelovu výboru a tvrdili, že k P reprezentaci přispěl Sudarshan více než Glauber. Dopis pokračuje tvrzením, že Glauber kritizoval Sudarshanovu teorii předtím, než získala pojmenování „P reprezentac“e a začlenil ji do své vlastní práce. V nepublikovaném dopise pro New York Times Sudarshan nazval práci jako „Glauberovu-Sudarshanovu reprezentaci“ a dodal, že „doslova veškerý další teoretický vývoj v oblasti kvantové optiky využívá Sudarshanovy práce“; v podstatě tvrdí, že vytvořil průlom ve fyzice.
V roce 2007 řekl Sudarshan pro Hindustan Times: „V roce 2005 byla Nobelovu cena za fyziku udělena za moji práci, ale já jsem nebyl ten kdo ji získal. Každý z objevů, za které byla tato cena udělena, spočíval na základě mého výzkumu.“ Sudarshan také poznamenal, že nebyl vybrán jako držitel ceny z roku 1979. "Steven Weinberg, Sheldon Glashow a Abdus Salam stavěli na práci, kterou jsem udělal jako 26 let starý student. Pokud se udělí cena za budovu, neměl by člověk, který postavil první patro mít cenu spíše než ti, kteří stojí v druhém patře?"

## Ocenění
- Kerala Sastra Puraskaram za celoživotní úspěchy v oblasti vědy 2013
- Diracova medaile 2010
- Padma Vibhushan druhé nejvyšší civilní ocenění od vlády Indie 2007
- Majoranova cenu 2006
- Boseho medaili 1977
- Padma Bhushan, třetí nejvyšší civilní ocenění od indické vlády 1976[14]
- Cena C. V. Ramana 1970